# イジェフスク
イジェフスク（ロシア語: Иже́вск, Izhevsk, ウドムルト語：イシュ, Иж, Iž/ イシュカル, Ижкар, Ižkar）は、ロシア連邦・ウドムルト共和国の首都。人口は62万3472人（2021年）。ウラル山脈の西側（ヨーロッパ側）を流れるイジ川の河畔に位置し、イジ川がカマ川に注ぐ地点から約40キロメートル。
真夏の気温は18℃から32℃で、真冬の気温はマイナス18℃からマイナス32℃である。
18世紀後半にウラルの工場都市として建設され、冶金業を中心に様々な機械工業、兵器工業が発達した。イジェフスクの兵器工場「イジェフスク機械製作工場」（現：イズマッシュ社）で、ミハイル・カラシニコフは有名なAK-47を設計した。そのためソ連時代は外国人の立ち入りが禁止された閉鎖都市であった。イズマッシュは兵器のほか、「IZH」（ИЖ）ブランドの自動車やオートバイも製造している。

## 歴史

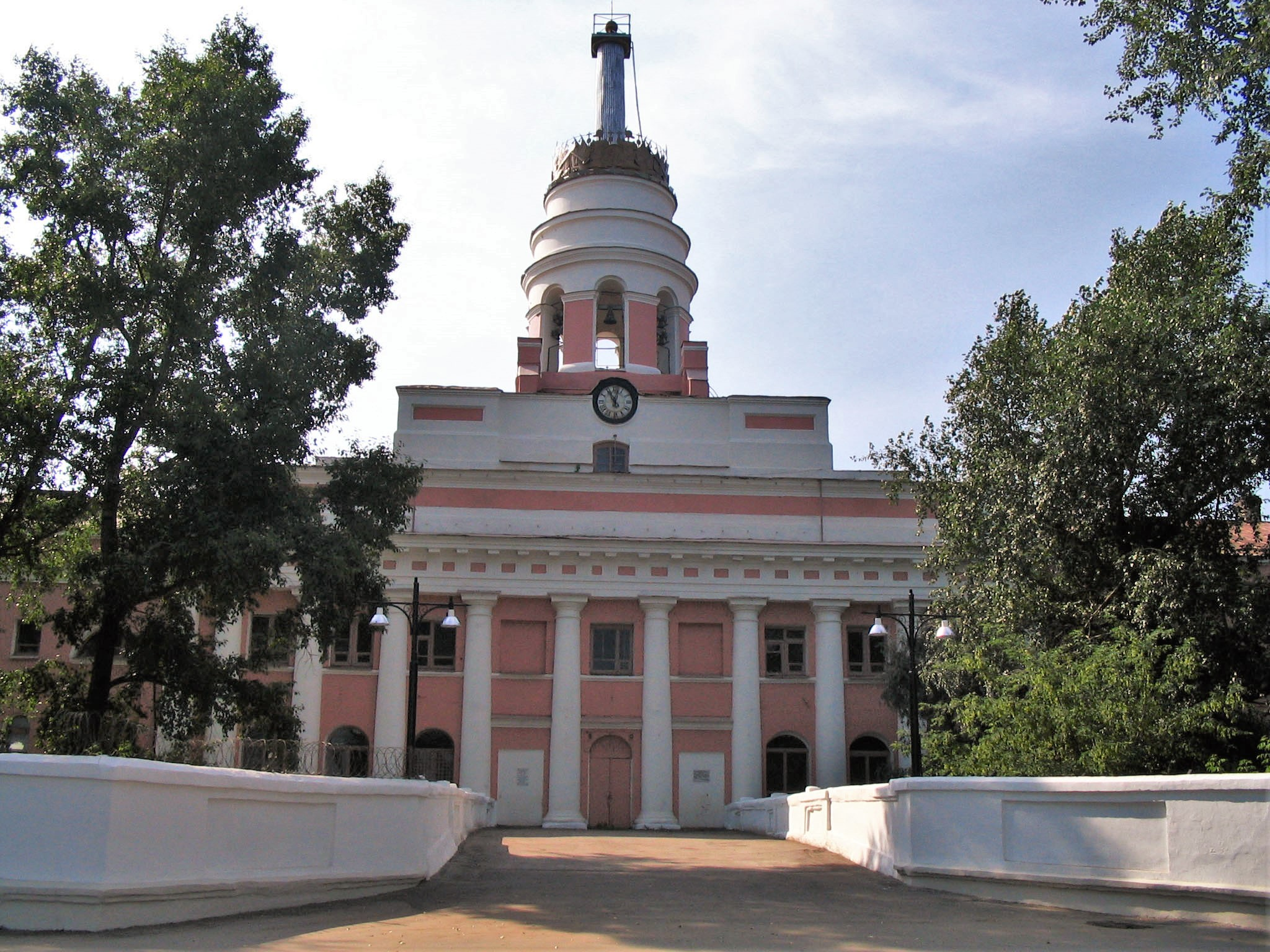
イジェフスクの兵器工場の入り口

1760年に冶金工場とダム湖の建設が始まった時が町の創立となる。当時はイジェフスキー（Ижевский）という名だったが、1918年に市となった際にイジェフスクという名に変わった。1984年から1987年まで、ドミートリイ・ウスチノフ将軍にちなんで、ウスチノフ（Усти́нов, Ustinov）と呼ばれていた。
1920年には新設されたヴォート自治州の州都となり、ウドムルト自治州と改名された後、1934年にウドムルト自治ソビエト社会主義共和国の首都となった。19世紀初頭以来の兵器産業は、第二次世界大戦（独ソ戦）におけるソビエト連邦や冷戦における東側諸国の軍事力を支え、世界的に名をはせた。
2025年7月1日、ウクライナ軍の無人機攻撃が軍事目標である市内の軍需企業IEMZクポル（アルマズ・アンティの子会社）に及び、防空システムに関連する工場が標的となった。

## 交通
- イジェフスク市電
- イジェフスク空港

## 教育

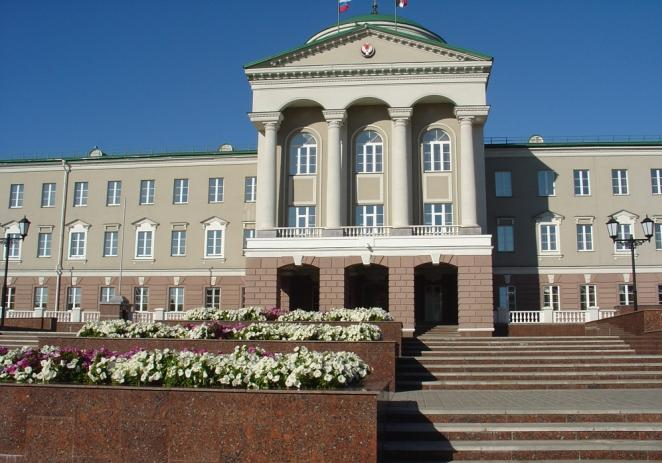
ウドムルト共和国大統領府

イジェフスクはウドムルト共和国の文化と教育と研究の中心である。2年制の様々な専門学校が立地し、医療や教育の人材を輩出している。
ロシア科学アカデミーのウラル支部はイジェフスクに物理学、機械、経済学などの研究所を置いている。また、ウドムルト歴史・言語・文学研究所も置かれている。
ウドムルト共和国にある5つの高等教育機関のうち4つはイジェフスクにある。ウドムルト国立大学、イジェフスク技術大学、農業アカデミー、医学アカデミーの4つである。ウドムルト国立大学は2006年で創立75周年を祝った。28,000人の学生が学び、13の学部と7つの研究所を備えている。

## 文化・観光

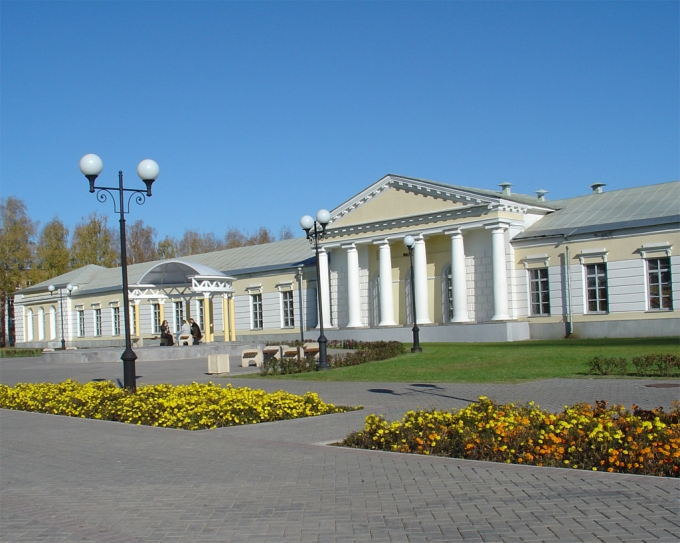
武器庫博物館

イジェフスクの有名な博物館には、兵器を展示するカラシニコフ博物館、イジェフスクの歴史を展示する武器庫博物館、ガリナ・クラコヴァ博物館、民族美術館、ガレリア芸術センター、イズマッシュ博物館、ゲンナジー・カラシニコフ・アパート博物館などがある。大統領府も観光客に人気のある名所となっている。
舞台芸術の拠点としては、ウドムルト共和国国立オペラ・バレエ劇場、V.G.コロレンコ国立ロシア・ドラマ劇場、ヤングマン・オルタナティブ劇場、ウドムルト共和国国立人形劇劇場、ウドムルト共和国国立交響楽団、サーカス劇場などがある。

## スポーツ
アイスホッケーのクラブチーム・HCイジュスターリ・イジェフスク（Ижсталь Ижевск）、およびサッカーのクラブチーム・FCソユーズ＝ガスプロム・イジェフスクが本拠を置く。

## イジェフスク湖

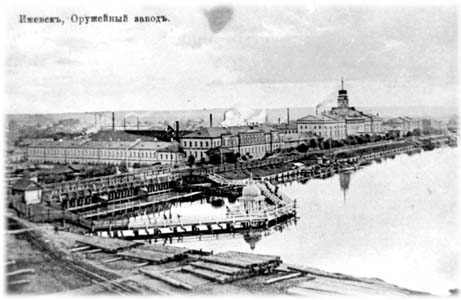
イジェフスクの銃器工場、1916年

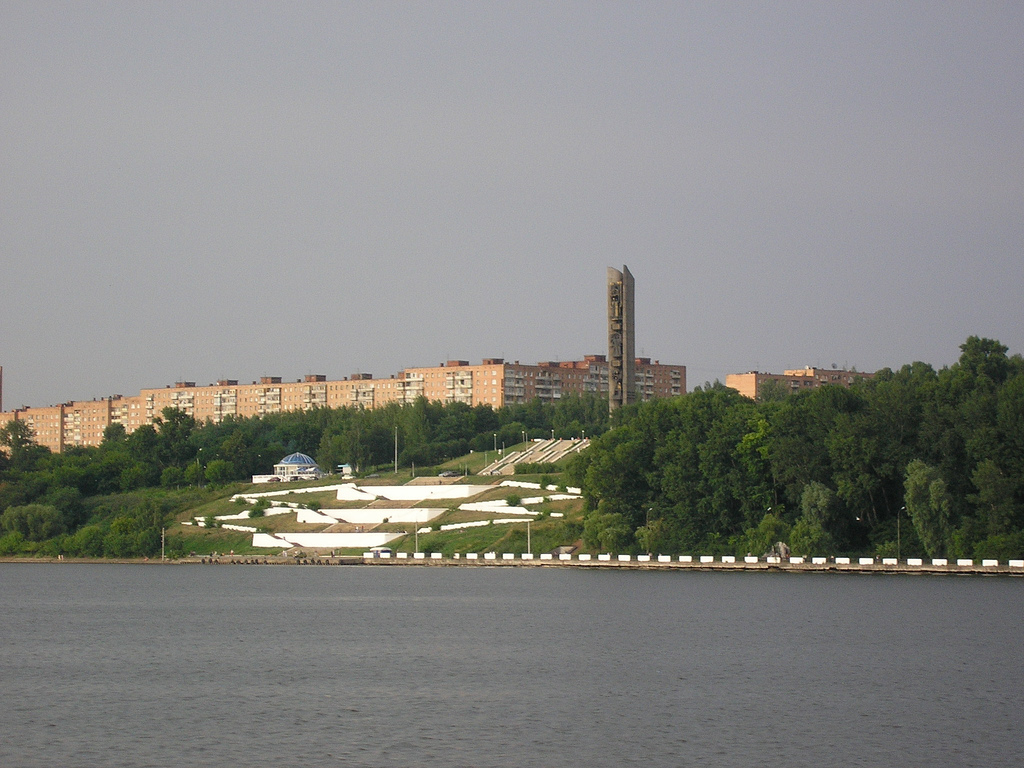
イジェフスク湖畔に建つ、ウドムルトとロシアの人々の友情の記念碑

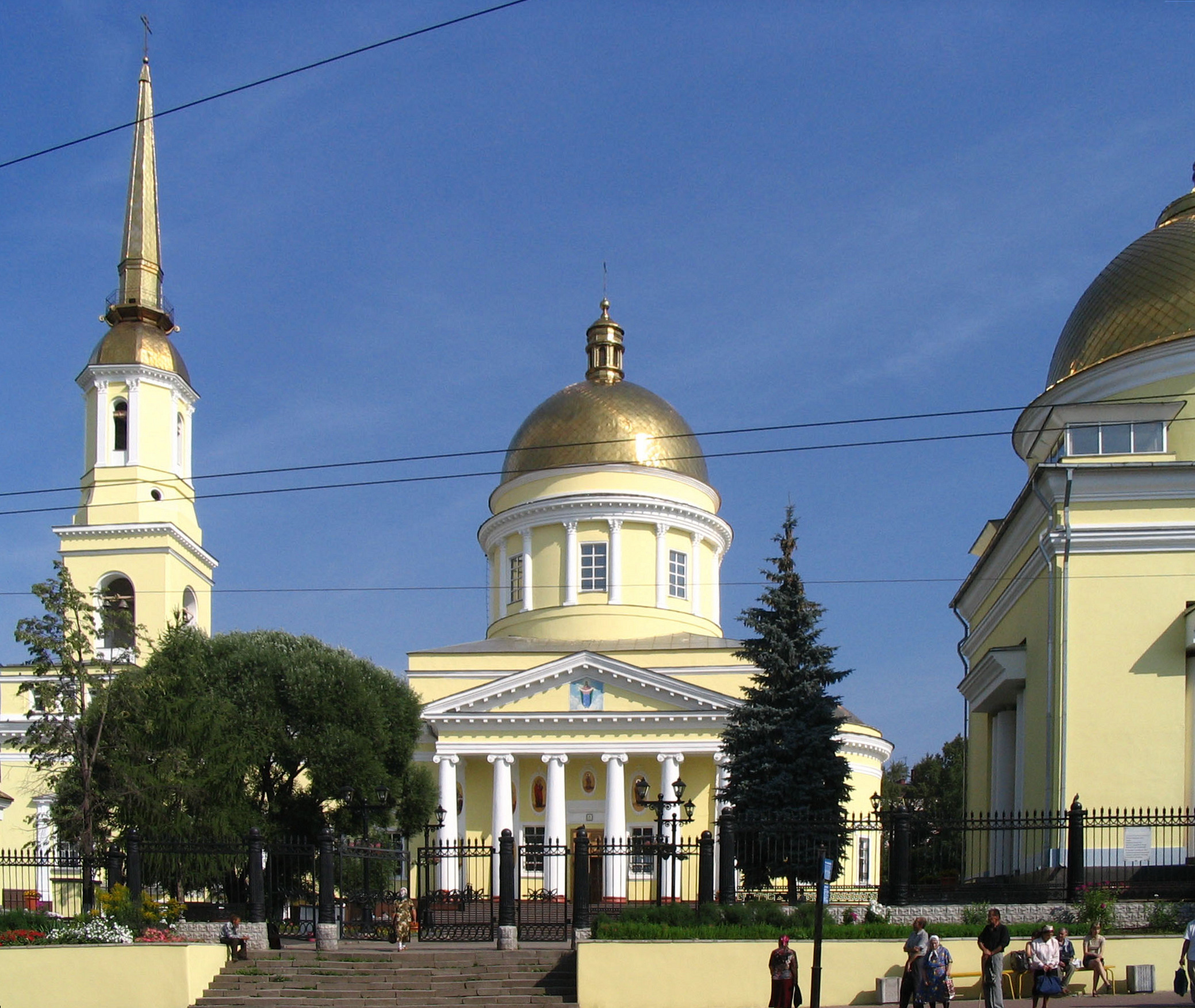
アレクサンドル・ネフスキー大聖堂

イジェフスク市街の北西に隣接するイジェフスク湖は市民の憩いの場になっている。面積は22平方キロメートルにおよぶこの湖は、1760年代に工業用水確保のために作られた人工湖である。皇帝エカチェリーナ2世は1757年9月15日、ピョートル・シュヴァロフ伯爵にカマ川流域に3つの工場を建てる勅許を与えた。そのうちの2番目に建てられたのがイジェフスク工場で、操業用に工業用水ダムが建設された。まず、イジ川とヤグル川の合流点に都市とダムを作る工事が1760年4月に始まった。ダム湖が工場の操業に必要な水の高さに達したのは1763年6月のことである。
技術者アレクサンドル・デリャービンは皇帝アレクサンドル1世から兵器工場を作るようにとの命を受け、1807年に冶金工場だったイジェフスク工場を兵器工場へ転用し（現在のイズマッシュ社の前身）、同時に1809年から1815年にかけてダムを作りなおした。1983年から1984年にかけてもダムの拡張が行われている。イジェフスクの工場の多くは今でもこの湖周辺に立地している。
1972年には、長さ5キロメートルほどの遊歩道に大通りや広場を組み合わせた湖畔の公園が湖に沿って拡張された。公園にはさまざまな記念碑があり、市民が集まっている。

## 出身者
- エフゲニー・F・ドラグノフ - 兵器設計者。
- アンドレイ・キリレンコ - バスケットボール選手。イニシャルおよび故郷イジェフスクで製造される小銃から、「AK47」のニックネームで知られる。
- パヴェル・トンコフ - 自転車競技選手。
- アリーナ・ザギトワ - フィギュアスケート選手。

### ゆかりの人物
- ミハイル・カラシニコフ - イジェフスクで銃器設計を行っていた。2013年12月23日イジェフスクで没した。
- ヒューゴ・シュマイザー - 第二次大戦後赤軍に連行され、イジェフスクで兵器設計を行った。
- ヘルマン・ヴェーバー - DKWで活躍したドイツのオートバイ設計者。第二次大戦後イジェフスクで没した。

## 姉妹都市
- タタバーニャ、ハンガリー 1992年
- ルサカ、ザンビア 1995年
- ヤンボル、ブルガリア 1999年
- 西寧市、中国 2002年
- ベンジン、ポーランド 2004年
- コルドバ、アルゼンチン 2006年
- マラカイ、ベネズエラ 2006年